# Deutsche Dreiband-Meisterschaft 1974/75

Veranstaltungsort: Solingen

Die Deutsche Dreiband-Meisterschaft 1974/75 (DDM) war die 41. Ausgabe dieser Turnierserie und fand vom 6. bis 8. September 1974 in Solingen statt.

## Geschichte
Es war nach den Jahren 1932, 1947 und 1948 die vierte DDM die in Solingen ausgetragen wurde. Vor und nach dem Krieg galt Solingen als Billardhochburg. Otto Unshelm vom „Solinger BC 20“ war der Star der Anfangsjahre, er siegte 1932–1935 und 1941. Diese Meisterschaft wurde zum zweiten Mal nach 1973 im „Spielmann-System“ (s. Modus) ausgetragen. Siegfried Spielmann selbst nahm als Drittplatzierter des Vorjahres nicht teil und machte Platz für Hans-Dietrich Runkehl.
Das Spielmannsystem hatte gewiss seine Schwächen, aber anders war ein 12er-Turnier auf drei Tischen mit 25 zu spielenden Partien in drei Tagen nicht zu bewältigen (Gesamtspieldauer: 23 Stunden).
In den Medien fand die Veranstaltung im Rahmen der 600-Jahr-Feier der Stadt Solingen in der Klingenhalle große Beachtung. Der WDR berichtete im Rahmen seiner Sendung „Zwischen Rhein und Ruhr“, das ZDF sendete Ausschnitte im Aktuellen Sportstudio und das Finale in der Sportreportage. Erstmals waren Ausrichter und Veranstalter vom Werbespektakel der Medien betroffen. Um die Bilder senden zu dürfen, auch in den Nachbarländern Niederlande und Belgien, musste die Bandenwerbung entfernt werden, ein hoher Verlust für die Organisatoren.

## Modus
Die Spieler wurden in drei Gruppen à vier Spieler eingeteilt (VR). Während des gesamten Turniers wurde auf 60 Punkte mit Nachstoß und ohne Aufnahmebegranzung gespielt. Die beiden Gruppenbesten kamen in die Zwischenrunde (ZR). Dort ergaben sich, gereiht nach Generaldurchschnitt (GD) drei Paarungen. Die beiden GD-besten Gewinner und der GD-beste Verlierer kamen dann in die Vorschlussrunde, dann Finale und kleines Finale. Diese Form der Ausrichtung wird auch als „Spielmann-System“ bezeichnet.

### Gruppeneinteilung
Das Ausgangsklassement ergab sich aus den Spielerleistungen der bisherigen Saison.
| Platz | Name                                        | GD            |
| ----- | ------------------------------------------- | ------------- |
| 1     | Dieter Müller, Billardakademie Berlin       | 0,772         |
| 2     | Günter Siebert, Bfr. Altenessen-Süd         | 0,756         |
| 3     | Jürgen Meissburger, BC „Pack' an“ Hattingen | 0,744         |
| 4     | Joseph Bücken, BSC Aachen                   | 0,711         |
| 5     | Ernst Rudolph, Kölner BC 08                 | 0,723         |
| 6     | Günter Schüssler, Kölner BC 08              | −10 % = 0,628 |
| 7     | Otto Gegenfurtner, BSV München              | 0,663         |
| 8     | Hans-Dietrich Runkehl, Bfr. Altenessen-Süd  | 0,660         |
| 9     | Gert Tiedtke, Kölner BC 08                  | 0,658         |
| 10    | Rudolph Apelt, Berliner Bfr. 21             | 0,640         |
| 11    | Paul Kimmeskamp, DBC Bochum 1926            | 0,568         |
| 12    | Peter Donnert, BV Saarlouis                 | 0,559         |

| Gruppe 1          | Gruppe 2        | Gruppe 3           |
| ----------------- | --------------- | ------------------ |
| Dieter Müller     | Günter Siebert  | Jürgen Meissburger |
| Günter Schüssler  | Ernst Rudolph   | Joseph Bücken      |
| Otto Gegenfurtner | H.-D. Runkehl   | Gert Tiedtke       |
| Peter Donnert     | Paul Kimmeskamp | Rudolph Apelt      |

## Turnierverlauf

### Vorrunde

#### Gruppe 1
Die erste Gruppenbegegnung fing gleich mit einer großen Überraschung an. Titelverteidiger Dieter Müller verlor sein Spiel gegen den Tabellenletzten Donnert aus Saarlouis deutlich mit 40:60. Donnert produzierte in der Partie auch gleich in der 4. Aufnahme den Turnierrekord in der Höchstserie (HS) mit 9 Punkten, der Berliner hatte zu keiner Zeit der Partie eine reelle Chance auf den Sieg gehabt. Der von Donnert aufgestellte beste Einzeldurchschnitt (ED) von 0,983, den er später noch einmal wiederholte, konnte er bis zur vorletzten Partie halten.
Schüssler gewann gegen Otto Gegenfurtner 60:39 in 75 Aufnahmen und stellte damit seinen besten Einzeldurchschnitt (BED) mit 0,800 auf. Müller musste nun gegen Schüssler unbedingt gewinnen, wollte er nicht schon in der Vorrunde ausscheiden. Er entschied das Match nach 65 Aufnahmen mit 60:50 für sich. Anscheinend hatte Donnert sein Überraschungssieg gegen Müller leichtsinnig werden lassen und so verlor er sein Spiel gegen den Bayernvertreter Otto Gegenfurtner klar mit 50:60 in langen 107 Aufnahmen. Gegenfurter verlor dann aber sein Match gegen Müller mit 50:60 in78 Aufnahmen und so musste Schüssler, wollte er eine Runde weiterkommen gegen Donnert gewinnen, verpasste aber sein Ziel mit 38:60 in einer glücklosen Partie.
| # | Name              | MP  | Pkt. | Aufn. | GD    | BED   | HS |
| - | ----------------- | --- | ---- | ----- | ----- | ----- | -- |
| 1 | Dieter Müller     | 4:2 | 164  | 204   | 0,803 | 0,932 | 7  |
| 2 | Peter Donnert     | 4:2 | 170  | 242   | 0,702 | 0,983 | 9  |
| 3 | Günter Schüssler  | 2:4 | 148  | 214   | 0,691 | 0,800 | 6  |
| 4 | Otto Gegenfurtner | 2:4 | 149  | 260   | 0,573 | 0,560 | 6  |

| MP    | Match Punkte (Sieger = 2; Unentschieden = 1; Verlierer = 0) |
| SV    | Satzverhältnis (nur bei Turnieren im Satzsystem)            |
| Pkte. | Erzielte Karambolagen                                       |
| Aufn. | benötigte Aufnahmen                                         |
| GD    | Generaldurchschnitt                                         |
| MGD   | Mannschafts-Generaldurchschnitt                             |
| BED   | Bester Einzeldurchschnitt eines Spielers                    |
| BEMD  | Bester Einzeldurchschnitt einer Mannschaft                  |
| BSD   | Bester Satzdurchschnitt eines Spielers                      |
| HS    | Höchstserie                                                 |
| WRP   | Weltranglistenpunkte                                        |

#### Gruppe 2
In dieser Gruppe waren der RoutinierAltmeister und siebenfache Deutsche Meister Ernst Rudolph und Günter Siebert die Favoriten. Während Siebert seiner Rolle gerecht wurde und alle seine Matches gewann (Kimmeskamp: 60:47 in 92; Runkehl: 60:35 in 66; Rudolph: 60:44 in 68), konnte Rudolph nur das Match gegen Runkehl mit 60:31 in 73 gewinnen, das Spiel gegen Kimmeskamp ging jedoch deutlich mit 32:60 in 70 verloren. Runkehl gewann mit 60:56 in 83 gegen Kimmeskamp. So musste nach Gleichstand über die Platzierung zum Weiterkommen des Gruppenzweiten der GD entscheiden. Der minimale Unterschied von 21 ‰ schlug zugunsten von Kimmeskamp aus, der zusammen mit Siebert eine Runde weiter kam.
| # | Name            | MP  | Pkt. | Aufn. | GD    | BED   | HS |
| - | --------------- | --- | ---- | ----- | ----- | ----- | -- |
| 1 | Günter Siebert  | 6:0 | 180  | 226   | 0,796 | 0,909 | 6  |
| 2 | Paul Kimmeskamp | 2:4 | 163  | 245   | 0,665 | 0,857 | 5  |
| 3 | Ernst Rudolph   | 2:4 | 136  | 211   | 0,644 | 0,821 | 8  |
| 4 | H.-D. Runkehl   | 2:4 | 126  | 222   | 0,67  | 0,722 | 5  |

| MP    | Match Punkte (Sieger = 2; Unentschieden = 1; Verlierer = 0) |
| SV    | Satzverhältnis (nur bei Turnieren im Satzsystem)            |
| Pkte. | Erzielte Karambolagen                                       |
| Aufn. | benötigte Aufnahmen                                         |
| GD    | Generaldurchschnitt                                         |
| MGD   | Mannschafts-Generaldurchschnitt                             |
| BED   | Bester Einzeldurchschnitt eines Spielers                    |
| BEMD  | Bester Einzeldurchschnitt einer Mannschaft                  |
| BSD   | Bester Satzdurchschnitt eines Spielers                      |
| HS    | Höchstserie                                                 |
| WRP   | Weltranglistenpunkte                                        |

#### Gruppe 3
Im Gegensatz zu den andern Gruppen, war diese von der Spielstärke der Teilnehmer her ausgeglichen. Daher waren auch die Ergebnisse knapp oder glücklich ausgefallen. Bücken verlor, gewohnt ruhig, sein erstes Match gegen Tiedke in 86 Aufnahmen mit 53:60. Der spielstark aus dem Vorjahr bekannte Jürgen Meissburger gewann glücklich mit 60:59 gegen Apelt. Anschließend enttäuschte er jedoch mit 38:60 gegen Joseph Bücken und verdarb sich dadurch den Einzug in die Zwischenrunde (ZR). Apelt hatte auch in der zweiten Partie kein Glück und verlor, wieder knapp, in 82 Aufnahmen mit 58:60 gegen Tiedke. Bücken gewann sein zweites Match ebenfalls knapp mit 60:59 in 104 Aufnahmen gegen Apelt, der daruch zum Pechvogel des Turniers wurde. Zum Schluss gewann Jürgen Meissburger gegen Tiedke in 86 Aufnahmen mit 60:53. Wieder entschied der GD über die Platzierung, diesmal jedoch bei den ersten Dreien, und den Einzug in die Zwischenrunde.
| # | Name               | MP  | Pkt. | Aufn. | GD    | BED   | HS |
| - | ------------------ | --- | ---- | ----- | ----- | ----- | -- |
| 1 | Gert Tiedtke       | 4:2 | 173  | 254   | 0,681 | 0,731 | 5  |
| 2 | Joseph Bücken      | 4:2 | 173  | 263   | 0,657 | 0,821 | 7  |
| 3 | Jürgen Meissburger | 4:2 | 158  | 253   | 0,624 | 0,697 | 5  |
| 4 | Rudolph Apelt      | 0:6 | 176  | 280   | 0,628 | –     | 4  |

| MP    | Match Punkte (Sieger = 2; Unentschieden = 1; Verlierer = 0) |
| SV    | Satzverhältnis (nur bei Turnieren im Satzsystem)            |
| Pkte. | Erzielte Karambolagen                                       |
| Aufn. | benötigte Aufnahmen                                         |
| GD    | Generaldurchschnitt                                         |
| MGD   | Mannschafts-Generaldurchschnitt                             |
| BED   | Bester Einzeldurchschnitt eines Spielers                    |
| BEMD  | Bester Einzeldurchschnitt einer Mannschaft                  |
| BSD   | Bester Satzdurchschnitt eines Spielers                      |
| HS    | Höchstserie                                                 |
| WRP   | Weltranglistenpunkte                                        |

Daraus ergab sich folgendes Klassement:
1. Günter Siebert
2. Dieter Müller
3. Peter Donnert
4. Gert Tiedtke
5. Paul Kimmeskamp
6. Joseph Bücken

Diese Sechs waren damit automatisch für die Qualifikation zur 42. DDM 1975 in Berlin oder München zugelassen.

### Zwischenrunde
Aus dem Klassement der Vorrunde ergaben sich folgende Paarungen/Partien: Joseph Bücken vs. Günter Siebert, Peter Donnert vs. Gert Tiedtke und Dieter Müller vs. Paul Kimmeskamp. Siebert und Müller gewannen ihre Spiele klar und Tiedtke kam als Durchschnittsbester weiter. Der Saarländer Donnert mit bestem ED dieser Runde, hatte sich als Favoritenschreck herausgestellt, Paul Kimmeskamp und Joseph Bücken schieden aus.
| Name            | MP | Pkt. | Aufn. | ED    | HS |
| --------------- | -- | ---- | ----- | ----- | -- |
| Günter Siebert  | 2  | 60   | 74    | 0,811 | 4  |
| Joseph Bücken   | 0  | 43   | 74    | 0,581 | 4  |
|                 |    |      |       |       |    |
| Dieter Müller   | 2  | 60   | 79    | 0,759 | 5  |
| Paul Kimmeskamp | 0  | 43   | 79    | 0,544 | 5  |
|                 |    |      |       |       |    |
| Peter Donnert   | 2  | 60   | 61    | 0,983 | 6  |
| Gert Tiedtke    | 0  | 37   | 61    | 0,606 | 6  |

| MP    | Match Punkte (Sieger = 2; Unentschieden = 1; Verlierer = 0) |
| SV    | Satzverhältnis (nur bei Turnieren im Satzsystem)            |
| Pkte. | Erzielte Karambolagen                                       |
| Aufn. | benötigte Aufnahmen                                         |
| GD    | Generaldurchschnitt                                         |
| MGD   | Mannschafts-Generaldurchschnitt                             |
| BED   | Bester Einzeldurchschnitt eines Spielers                    |
| BEMD  | Bester Einzeldurchschnitt einer Mannschaft                  |
| BSD   | Bester Satzdurchschnitt eines Spielers                      |
| HS    | Höchstserie                                                 |
| WRP   | Weltranglistenpunkte                                        |

Daraus ergab sich folgendes Klassement:
1. Peter Donnert
2. Günter Siebert
3. Dieter Müller
4. Gert Tiedtke

### Finalrunden

#### Halbfinale
Aus dem Klassement ergaben sich dann folgende Paarungen: Günter Siebert vs. Gert Tiedtke und Dieter Müller vs. Peter Donnert. Der Titelverteidiger hatte dadurch Chance auf eine Revanche seiner Vorrundenschlappe gegen Donnert. Er zeigte sein Können, Donnert fand nicht ins Spiel und verlor mit großem Abstand. Günter Siebert, bisher der einzige Spieler ohne Spielverlust, fand ebenfalls nicht ins Spiel, spielte zefahren gegen einen erholt wirkenden Gert Tiedtke, der die Partie dann auch mit deutlichem Vorsprung gewann. Damit spielten Donnert und Siebert um Platz 3 und Müller hatte die Chance seinen Titel gegen Tiedke zu verteidigen.
| Name           | MP | Pkt. | Aufn. | ED    | HS |
| -------------- | -- | ---- | ----- | ----- | -- |
| Dieter Müller  | 2  | 60   | 63    | 0,952 | 5  |
| Peter Donnert  | 0  | 27   | 63    | 0,428 | 5  |
|                |    |      |       |       |    |
| Gert Tiedtke   | 2  | 60   | 86    | 0,697 | 5  |
| Günter Siebert | 0  | 39   | 86    | 0,453 | 4  |

#### Kleines Finale
Im Spiel um den 3. Platz schien Peter Donnert erholt von der Zwischenrunde, während sein Kontrahent jeglichen Elan aus den Vorrunden verloren hatte. Donnert beendete sein letztes Spiel mit 60:58, aber Siebert gelang im Nachstoß die erforderlichen Punkte zum Unentschieden. Ein Penaltyschießen gab es nicht, wieder entschied der GD über die Platzierung und da hatte Siebert wiederum durch seine vorangegangenen Siege die Nase vorn. Donnert schloss als Letztgesetzter mit einem guten 4. Platz ab. Als 11. des Vorjahres schaffte er den Sprung in die Spitze.
| Name           | MP | Pkt. | Aufn. | ED    | HS |
| -------------- | -- | ---- | ----- | ----- | -- |
| Günter Siebert | 1  | 60   | 86    | 0,697 | 7  |
| Peter Donnert  | 1  | 60   | 86    | 0,697 | 5  |

#### Finale
Im Spiel um den Meistertitel zeigte der Berliner Müller erneut sein Können einem begeisterten Publikum. Er ließ dem Kölner Tiedtke keine Chance und verwandelte nach 57 Aufnahmen seinen Matchball zum 60:38-Sieg und hatte damit nicht nur seinen Titel verteidigt, sondern auch den 11. deutschen Meistertitel gewonnen. Er schloss das Turnier als einziger Spieler mit einem ED von 1,052 ab.
| Name          | MP | Pkt. | Aufn. | ED    | HS |
| ------------- | -- | ---- | ----- | ----- | -- |
| Dieter Müller | 2  | 60   | 57    | 1,052 | 4  |
| Gert Tiedtke  | 0  | 38   | 57    | 0,666 | 4  |

## Abschlusstabelle
| MP    | Match Points (Sieger = 2; Unentschieden = 1; Verlierer = 0) |
| Pkte. | Erzielte Karambolagen                                       |
| Aufn. | Benötigte Versuche                                          |
| GD    | Generaldurchschnitt                                         |
| BED   | Bester Einzeldurchschnitt eines Spielers                    |
| HS    | Höchstserie                                                 |
|       | Bester GD des Turniers                                      |
|       | Bester ED des Turniers                                      |
|       | Beste HS des Turniers                                       |
|       | 1. Platz (Gold)                                             |
|       | 2. Platz (Silber)                                           |
|       | 3. Platz (Bronze)                                           |

| Endklassement              | Endklassement | Endklassement         | Endklassement | Endklassement | Endklassement | Endklassement | Endklassement | Endklassement |
| Runde                      | Platz         | Name                  | MP            | Pkte          | Aufn.         | GD            | BED           | HS            |
| -------------------------- | ------------- | --------------------- | ------------- | ------------- | ------------- | ------------- | ------------- | ------------- |
| Finale                     | 1             | Dieter Müller         | 10:2          | 344           | 403           | 0,853         | 1,052         | 7             |
| Finale                     | 2             | Gert Tiedtke          | 6:6           | 458           | 0,672         | 0731          | 6             |               |
| Spiel um Platz 3           | 3             | Günter Siebert        | 9:3           | 339           | 472           | 0,718         | 0,909         | 7             |
| Spiel um Platz 3           | 4             | Peter Donnert         | 7:5           | 317           | 452           | 0,701         | 0,983         | 9             |
| Zwischen- Runde            | 5             | Joseph Bücken         | 4:4           | 216           | 337           | 0,640         | 0,821         | 7             |
| Zwischen- Runde            | 6             | Paul Kimmeskamp       | 2:6           | 206           | 324           | 0,635         | 0,857         | 5             |
| Vor- Runde                 | 7             | Jürgen Meissburger    | 4:2           | 158           | 253           | 0,624         | 0,697         | 5             |
| Vor- Runde                 | 8             | Günter Schüssler      | 2:4           | 148           | 214           | 0,691         | 0,800         | 5             |
| Vor- Runde                 | 9             | Ernst Rudolph         | 2:4           | 136           | 211           | 0,644         | 0,821         | 8             |
| Vor- Runde                 | 10            | Otto Gegenfurtner     | 2:4           | 149           | 260           | 0,573         | 0,560         | 6             |
| Vor- Runde                 | 11            | Hans-Dietrich Runkehl | 2:4           | 126           | 222           | 0,567         | 0,722         | 5             |
| Vor- Runde                 | 12            | Rudolph Apelt         | 0:6           | 176           | 280           | 0,628         | –             | 5             |
| Turnierdurchschnitt: 0,674 |               |                       |               |               |               |               |               |               |